# Talève favorite
Porphyrio flavirostris
Espèce
Synonymes
- Fulica flavirostris Gmelin, 1789
- Porphyrula flavirostris (Gmelin, 1789)

Statut de conservation UICN

 LC  : Préoccupation mineure
La Talève favorite (Porphyrio flavirostris) est une espèce d'oiseaux de la famille des Rallidae.
Son aire s'étend de manière disjointe à travers la moitié nord de l'Amérique du Sud.